# 秘魯厚頜甲鯰
秘魯厚頜甲鯰，為輻鰭魚綱鯰形目長鬚鯰科的其中一種，分布於南美洲亞馬遜河及奧里諾科河流域，體長可達15公分，棲息在河川底部，屬肉食性，生活習性不明。